# Thermochimica Acta
Thermochimica Acta è una rivista accademica internazionale che si occupa di metodi termoanalitici e calorimetrici e della loro applicazione in fisica, chimica, biologia e ingegneria.
Nel 2014 il fattore d'impatto della rivista era di 2,184.